# 大阪・神戸 - 宇和島線
大阪・神戸-宇和島線は、大阪府大阪市、兵庫県神戸市と愛媛県大洲市、西予市、宇和島市、愛南町を結ぶ高速バス路線である。
宇和島自動車はウワジマエクスプレス、阪神バスはサラダエクスプレスの愛称をつけている。
全席指定制で、乗車には予約が必要。
2022年4月時点、新型コロナウイルス感染症の影響で昼間便のみの運行となっており、夜行便は全区間運休中。

## 歴史
- 1999年 夜行便の運行を開始。
- 2004年7月17日 昼行便の運行を開始。
- 2006年1月14日 土曜・日曜限定で昼行便を1往復増発。
- 2008年9月28日 土日限定で増発していた昼行便を廃止。
- 2009年10月1日 昼行便のみ高速舞子バス停に停車（夜行便は瀬戸大橋経由のため停車しない）。

## 運行回数
- 昼行1往復、夜行1往復。

## 停車停留所
- ▼…下りは乗車のみ、上りは降車のみの扱い。
- ▲…上りは乗車のみ、下りは降車のみの扱い。
- □…上り降車のみの扱い。
- ｜…経由しない。

昼行便は明石海峡大橋経由、夜行便は瀬戸大橋経由。
| 停車停留所名              | 停留所所在地 | 停留所所在地 | 昼行 | 夜行 ＜運休中＞ |
| ------------------------- | ------------ | ------------ | ---- | --------------- |
| 新大阪                    | 大阪府       | 大阪市淀川区 |      | □               |
| 大阪梅田（ハービスOSAKA） | 大阪府       | 大阪市北区   | ▼    | ▼               |
| 神戸三宮                  | 兵庫県       | 神戸市中央区 | ▼    | ▼               |
| 高速舞子                  | 兵庫県       | 神戸市垂水区 | ▼    | ｜              |
| 大洲                      | 愛媛県       | 大洲市       | ▲    | ▲               |
| 卯之町                    | 愛媛県       | 西予市       | ▲    | ▲               |
| 吉田                      | 愛媛県       | 宇和島市     | ▲    | ▲               |
| 宇和島バスセンター        | 愛媛県       | 宇和島市     | ▲    | ▲               |
| 岩松                      | 愛媛県       | 宇和島市     |      | ▲               |
| 柏                        | 愛媛県       | 愛南町       |      | ▲               |
| 御荘                      | 愛媛県       | 愛南町       |      | ▲               |
| 城辺                      | 愛媛県       | 愛南町       |      | ▲               |

途中、昼行便は淡路島南PAと石鎚山SAで休憩（一時降車可能）する。夜行便は休憩なし。

## 車内設備
- 3列独立シート（プライバシーカーテン付き）
- トイレ
- ドリンクサービス
- おしぼり
- 毛布
- スリッパ

## 運行会社
- 宇和島自動車
- 阪神バス